# Okres Rachov
Okres Rachov, též Rachovský rajón (ukrajinsky Рахівський район, Rachivskyj rajon) je jeden z okresů (rajónů) Zakarpatské oblasti na západní Ukrajině. Žije zde přibližně 82 tisíc obyvatel, v roce 2013 to bylo 91 726.

## Geografie
Okresu Rachov náleží několik prvenství: v rámci Zakarpatské oblasti leží nejvýchodněji (sousedí s Ivanofrankivskou oblastí a Rumunskem); šlo tedy zároveň o nejvýchodnější území meziválečného Československa. S rozlohou 1 843,7 km² je druhým nejmenším okresem oblasti.
Na východních hranicích rajónu leží nejvyšší hora Ukrajiny, Hoverla (2061 m). Pramení zde řeka Tisa: její dva prameny, Černá Tisa (Чорна Тиса) a Bílá Tisa (Біла Тиса), se stékají u Rachova a jižněji pak tvoří hranici s Rumunskem.
Železniční trať, jež spojuje Rachov s Čopem a Užhorodem, prochází přes rumunské území a není na ní provozována pravidelná osobní doprava. Existuje však přímé železniční spojení se Lvovem.
Ve vsi Trebušany (též Dilove) se nachází jeden ze středů Evropy.

## Administrativní členění

### Územní komunity (hromady)
V okresu Rachov jsou čtyři územní společenství (hromady) s administrativními centry v těchto obcích: Bohdan, Jasiňa, Rachov a Velký Bočkov.

### Města a obce
V Rachivském rajónu se nachází:
- 1 město — Rachov (15 117 obyv., sídlo rajónu),
- 3 sídla městského typu — Velký Bočkov (9300 obyv.), Jasiňa (8100), Kobylecka Poljana (3300)
- 28 vesnic sdružených do 17 obecních rad.